# Alfred-Louis de Prémare
Alfred-Louis de Prémare (Tours, 8 novembre 1930 – Évreux, 10 ottobre 2006) è stato uno storico e orientalista francese.
Fu un accademico specializzato in lingua e cultura araba, in particolare nella storia dell'islam classico.

## Biografia
Alfred-Louis de Prémare ha trascorso la sua infanzia e gioventù in Marocco, dove impara l'arabo. Studia Lingua e letteratura araba nell'Institut des hautes études marocaines e nell'Università Mohammed V di Rabat. 
Entrato nell'Ordine francescano, studia filosofia e teologia a Rabat, e poi a Poissy. Si specializza in religione e cultura dell'islam nelle università del Cairo, di Lione e di Parigi (dove prende un dottorato di ricerca a Paris-III nel 1984). Insegna nelle università di Costantina (Algeria) e di Rabat (Marocco). Abbandona il suo Ordine religioso. 
È nominato professore all'Université de Provence Aix-Marseille I e docente-ricercatore nell'Institut de recherches et d’études sur le monde arabe et musulman di Aix-en-Provence (Centre national de la recherche scientifique). Si dedica alla ricerca sui primi secoli di storia arabo-islamica. 
Avendo vissuto e lavorato a lungo in Marocco e in Algeria, le sue prime opere universitarie riguardano la storia culturale del Maghreb, in special modo del XIV e XV secolo.
Termina la sua carriera di docente nel Dipartimento di Studi Arabi della Facoltà di Lettere di Aix-en-Provence, in cui una parte del suo insegnamento era stato dedicato ai testi primitivi dell'islam: Corano e tradizioni biografiche su Maometto. Fu nominato professore emerito dell'Università di Provence, Aix-Marseille-I.
Dal 1963 al 1965, poi ancora nel 1968, fu accolto nell'Institut dominicain d'études orientales del Cairo. Fu lì che preparò, e poi sostenne in lingua araba nell'Università statale egiziana di Giza, una tesi magistrale in Lingua e Letteratura araba.

## Opere
- Maghreb et Andalousie au XIVe siècle. Les notes de voyage d’un Andalou au Maroc 1344-1345, Presses universitaires de Lyon, 1981;
- Sidi ’Abd-er-Rahmân el-Mejdûb, Paris, CNRS, e Rabat, SMER, 1985 (copertina: disegno di Richard de Prémare);
- La Tradition orale du Mejdûb, Aix-en-Provence, Édisud, 1986;
- Joseph et Muhammed. Le chapitre 12 du Coran, Aix-en-Provence, Publications de l’Université de Provence, 1989;
- Dictionnaire arabe-français (langue et culture marocaines), 12 voll. (avec coll.), Paris, L’Harmattan, 1993-1999;
- Les Fondations de l’islam. Entre écriture et histoire, Paris, Le Seuil, 2002;
- Aux origines du Coran, questions d’hier, approches d’aujourd’hui, Paris, Téraèdre, («L’Islam en débats»), 2004, ISBN 2-912868-19-X (trad. italiana Alle origini del Corano, Roma, Carocci, 2014).
- Les premières écritures islamiques, sous la responsabilité d'Alfred-Louis de Prémare, Revue des mondes musulmans et de la Méditerranée, n. 58, 1990.
- "Le Coran ou la fabrication de l'incréé", in: Médium, 2005/2, nº 3.
- "Wahb b. Munabbih, une figure singulière du premier islam", in: Annales. Histoire, Sciences Sociales, 6o, n. 3, 2005.